# Julie d'Angennes
Julie d'Angennes, hertiginna av Montausier, född 1607 i Paris i Frankrike, död 15 november 1671, var en fransk hovfunktionär. 
Hon var Guvernant till Frankrikes barn 1661-1664 och Première dame d'honneur till Frankrikes drottning Maria Teresia av Österrike från 1664 till sin död 1671. 

## Biografi

### Princesse Julie
Julie d'Angennes var dotter till Charles d'Angennes, markis de Rambouillet, och den berömda salongsvärdinnan Catherine de Vivonne. 
Hon spelade en aktiv roll i sin mors berömda litterära salong, där hon kallades Princesse Julie och hyllades som musa för sin skönhet och kvickhet. Hon gifte sig 1645 med Charles de Sainte-Maure, hertig de Montausier. 

### Hovkarriär
Julie d'Angennes utnämndes till Guvernant till Frankrikes barn, en tjänst hon tillträdde efter kronprinsens födelse samma år. 
Julie d'Angennes utsågs 1664 till första hovdam hos drottningen, sedan hennes företrädare hade avskedats för att ha protesterat mot kungens uppvaktning av en hovfröken. 
Hon var känd för den medgörliga roll hon spelade i kungens otrohetsaffärer samtidigt, som hon utåt uttryckte sin chock över dem. Hon uppges ha assisterat Madame de Montespan då hon 1666−67 ersatte Louise de la Vallière som kungens mätress. 
När hennes make utsågs till guvernör i Bretagne, anklagade Madame de Montespans svartsjuka make år 1668 öppet Julie d'Angennes för att ha medverkat i att arrangera kungens affär med Madame de Montespan i utbyte mot ett ämbete mot sin make, och hotade henne. Detta hot orsakade skandal och ledde till att Montespan fängslades av kungen. Julie d'Angennes uppges ha lidit av nervösa problem och skandalen förvärrade henne besvär. År 1669 valde hon att lämna hovet, men behöll formellt tjänsten fram till att hon ersattes två år senare. 